# بتل
بتل (به انگلیسی: Battal) یک منطقهٔ مسکونی در پاکستان است.